# Festivali i Këngës 60
Фестивал песме 2021. (алб. Festivali i Këngës 2021) је било 60. издање албанског музичког такмичења Фестивал песме. Организовао га албански емитер РТШ у Конгресној палати у Тирани, у Албанији. Фестивал се састојао од 3 вечери чији су водитељи били бити Ардит Ђебреја, Исли Ислами, Јонида Малићи, Келви Кадили и Џеми Шеху. Победница је била Ронела Хајати која ће представљати Албанију на Песми Евровизије 2022. са песмом „Sekret"

## Учесници
РТШ је отворио пријаве за заинтересоване извођаче и композиторе 2. јула 2021. Рок за слање пријава је требало да буде 30. септембар 2021. али је он померен за 15. октобар. 9. новембра 2021. је откривена листа 20 извођача који ће учествовати. Њих је бирала комисија чији су чланови били Адрит Ђебреја, Арта Марку, Елтон Деда, Клодијан Ћафоку, Марјан Деда, Реди Трени и Зефина Хасани.
| Извођач(и)           | Песма                 | Композитор(и)     | Текстописац/и     |
| -------------------- | --------------------- | ----------------- | ----------------- |
| Албан Рамосај        | „Theje"               | Марко Поло        | Албан Рамосај     |
| Вијола Џемали        | „Eja si erë"          | Сокол Марси       | Сокол Марси       |
| Денис Скура          | „Pse nuk flet, mama?" | Петрит Синамети   | Петрит Синамети   |
| Ђерђ Качинари        | „Në ëndërr mbete ti"  | Ђерђ Качинари     | Ђерђ Качинари     |
| Ендри и Стефи Прифти | „Triumfi i jetës"     | Јетмир Барбулуши  | Жулјана Јоргнаџи  |
| Еви Речи             | „Më duaj"             | Фламур Шеху       | Жулјана Јорганџи  |
| Елдис Арњети         | „Refuzoj"             | Бујар Даци        | Елдис Арњети      |
| Естер Захири         | „Hiјena"              | Кледи Бахити      | Кледи Бахити      |
| Јанекс               | „Deluzional"          | Јанекс            | Јанекс            |
| Кастро Зизо          | „Kujë"                | Кастро Зизо       | Кастро Зизо       |
| Кејси Рустја         | „Vallëzoj me ty"      | Кејси Рустја      | Кејси Рустја      |
| Кели                 | „Meteor"              | Кели              | Кели              |
| Мируд                | „Për dreq"            | Кледи Бахити      | Мируд             |
| Олимпија Смајлај     | „Dua"                 | Генти Лако        | Олимпија Смајлај  |
| Резарта Смаја        | „E jemja nuse"        | Шкодра Електроник | Шкодра Електроник |
| Ронела Хајати        | „Sekret"              | Марко Поло        | Ронела Хајати     |
| Сајмир Чили          | „Nën maskë"           | Сајмир Чили       | Панди Лачо        |
| Urban Band           | „Padrejtësi"          | Urban Band        | Urban Band        |
| Џули Пјетрај         | „Baladë"              | Енис Мулај        | Ериона Рушити     |
| Shega                | „Një"                 | Ђорђо Фуско       | Ђорђо Фуско       |

## Вечери
Чланови жирија 2021. су Агим Дочи, Анђеља Перистери, Анђеља Фабер, Олса Тоћи, Олти Кури, Осман Мула и Розана Ради.

### Вече такмичара
Прво вече се одржало 27. децембра 2021. са почетком у 21 час по локалном времену. Такмичари су извели своје песме уживо по први пут, а 3 песме нових извођача су биле елиминисане.
| Р. бр. | Извођач(и)           | Песма                 |
| ------ | -------------------- | --------------------- |
| 01     | Кели                 | „Meteor"              |
| 02     | Мируд                | „Për dreq"            |
| 03     | Urban Band           | „Padrejtësi"          |
| 04     | Еви Речи             | „Më duaj"             |
| 05     | Кастро Зизо          | „Kujë"                |
| 06     | Естер Захири         | „Hiјena"              |
| 07     | Вијола Џемали        | „Eja si erë"          |
| 08     | Елдис Арњети         | „Refuzoj"             |
| 09     | Кејси Рустја         | „Vallëzoj me ty"      |
| 10     | Џули Пјетрај         | „Baladë"              |
| 11     | Олимпија Смајлај     | „Dua"                 |
| 12     | Shega                | „Një"                 |
| 13     | Ђерђ Качинари        | „Në ëndërr mbete ti"  |
| 14     | Денис Скура          | „Pse nuk flet, mama?" |
| 15     | Ендри и Стефи Прифти | „Triumfi i jetës"     |
| 16     | Јанекс               | „Deluzional"          |
| 17     | Ронела Хајати        | „Sekret"              |
| 18     | Сајмир Чили          | „Nën maskë"           |
| 19     | Резарта Смаја        | „E jemja nuse"        |
| 20     | Албан Рамосај        | „Theje"               |

### Вече носталгије
Друго вече се одржало 28. децембра 2021. са почетком у 21 час по локалном времену. Афирмисани извођачи су извели своје такмичарске песме у дуету са учесницима и победницима из ранијих издања, док су остала 3 такмичара која су се пласирала за финале извела акустичне верзије својих песама.
| Р. бр. | Извођач(и)           | У дуету са      | Песма                 |
| ------ | -------------------- | --------------- | --------------------- |
| 01     | Еви Речи             | Лиљана Кондакчи | „Më duaj"             |
| 02     | Денис Скура          | Башким Алибали  | „Pse nuk flet, mama?" |
| 03     | Резарта Смаја        | Ирма Либохова   | „E jemja nuse"        |
| 04     | Естер Захири         | —               | „Hiјena"              |
| 05     | Елдис Арњети         | —               | „Refuzoj"             |
| 06     | Олимпија Смајлај     | —               | „Dua"                 |
| 07     | Албан Рамосај        | Ђерђ Лека       | „Theje"               |
| 08     | Јанекс               | Пиро Чако       | „Deluzional"          |
| 09     | Shega                | Гили            | „Një"                 |
| 10     | Кастро Зизо          | Јустина Алиај   | „Kujë"                |
| 11     | Urban Band           | Козма Души      | „Padrejtësi"          |
| 12     | Ендри и Стефи Прифти | Мифарете Лазе   | „Triumfi i jetës"     |
| 13     | Мируд                | Афордита Зоња   | „Për dreq"            |
| 14     | Ронела Хајати        | Сабри Фејзулаху | „Sekret"              |
| 15     | Ђерђ Качинари        | Михрије Браха   | „Në ëndërr mbete ti"  |
| 16     | Кели                 | Александор ђока | „Meteor"              |
| 17     | Сајмир Чили          | Луан Жегу       | „Nën maskë"           |

### Вече Евровизије
Треће вече се одржало 29. децембра 2021. са почетком у 21 час по локалном времену. 17 финалиста је извело евровизијске верзије својих песама. Гласањем жирија су се одлучиле песме које су се пласирале на прве 3 позиције, а победница је била Ронела Хајати са песмом „Sekret". Она ће представљати Албанију на Песми Евровизије 2022. 
| Р. бр. | Извођач(и)           | Песма                 |
| ------ | -------------------- | --------------------- |
| 01     | Олимпија Смајлај     | „Dua"                 |
| 02     | Денис Скура          | „Pse nuk flet, mama?" |
| 03     | Кели                 | „Meteor"              |
| 04     | Сајмир Чили          | „Nën maskë"           |
| 05     | Естер Захири         | „Hiјena"              |
| 06     | Кастро Зизо          | „Kujë"                |
| 07     | Urban Band           | „Padrejtësi"          |
| 08     | Ђерђ Качинари        | „Në ëndërr mbete ti"  |
| 09     | Еви Речи             | „Më duaj"             |
| 10     | Мируд                | „Për dreq"            |
| 11     | Ендри и Стефи Прифти | „Triumfi i jetës"     |
| 12     | Ронела Хајати        | „Sekret"              |
| 13     | Shega                | „Një"                 |
| 14     | Јанекс               | „Deluzional"          |
| 15     | Елдис Арњети         | „Refuzoj"             |
| 16     | Албан Рамосај        | „Theje"               |
| 17     | Резарта Смаја        | „E jemja nuse"        |